# أوليفانو دي لوميلينا (بافيا)
أوليفانو دي لوميلينا (بالإيطالية: Olevano di Lomellina) هي بلدة تقع في مقاطعة بافيا بإقليم لومبارديا في شمال إيطاليا. تبلغ مساحة هذه المدينة 15.4 (كم²)، وترتفع عن سطح البحر 105 م، بلغ عدد سكانها 830 نسمة في عام 2007 حسب إحصاء المعهد الوطني للإحصاء.

## السكان
في سنة 1861 بلغ عدد السكان 1٬291 نسمة، وتطور العدد ليصل في سنة 2011 لـ 783 نسمة.
يظهر هذا المخطط البياني تطور النمو السكاني لـ أوليفانو دي لوميلينا (بافيا)

## وصلات خارجية
- الموقع الرسمي